# District de Laredo

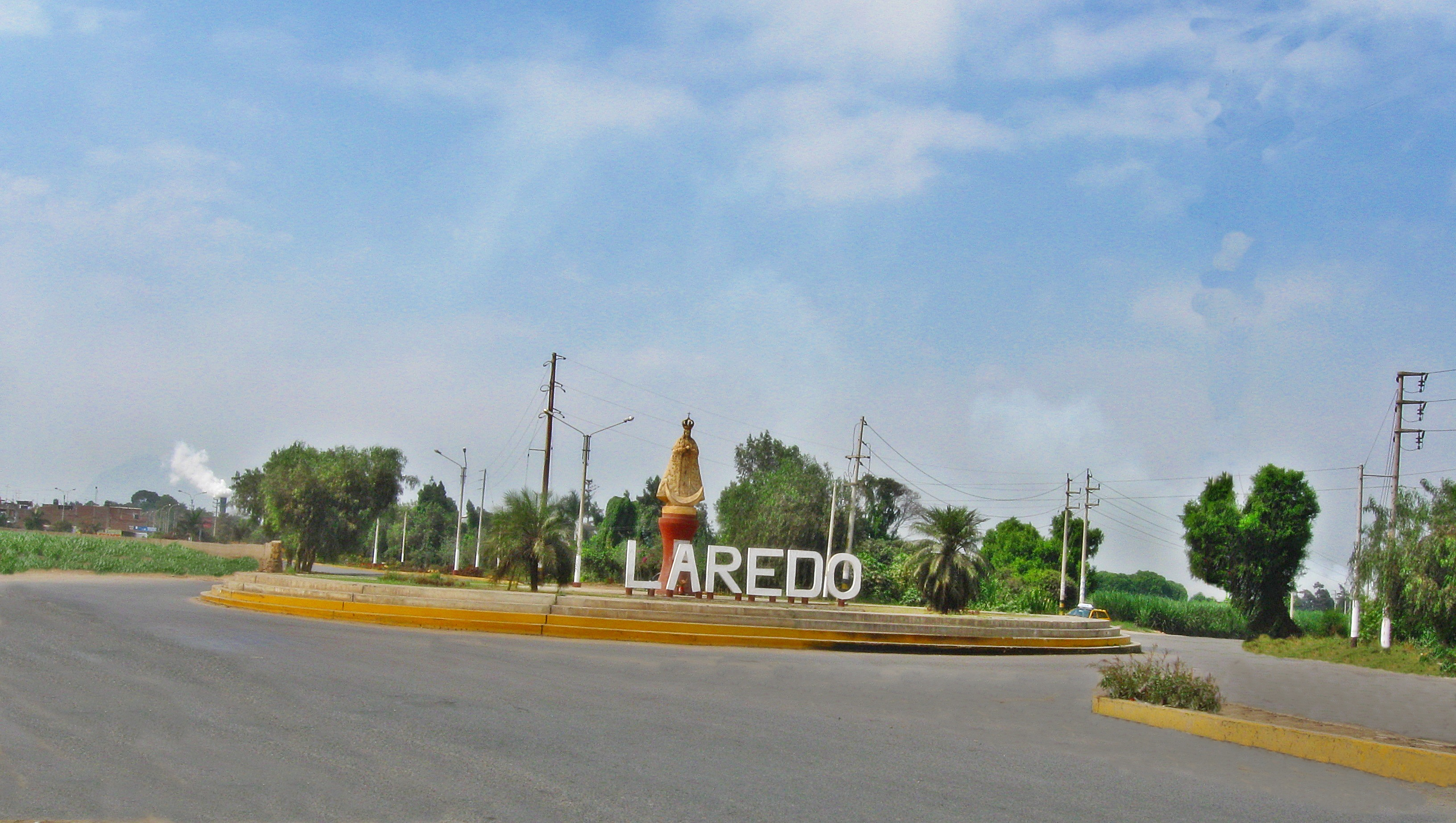
Rond-point à l'entrée de Laredo

Le district de Laredo est l'un des onze districts qui composent la province de Trujillo, située dans le département de La Libertad, au nord du Pérou. Il a été créé par la loi n° 13792 du 28 décembre 1961.
Il trouve son origine dans l'ancienne hacienda Laredo, qui appartenait à la famille Remírez de Laredo y Encalada, puis à la famille Chopitea et enfin à la famille Gildemeister, dont l'hacienda a été expropriée par l'État en 1968 après le coup d’État militaire du général Juan Velasco Alvarado.
Il compte une population d'environ 43 034 habitants en 2020, avec une densité de 110,92 hab/km².
Du point de vue hiérarchique de l'Église catholique, il fait partie de l'archidiocèse de Trujillo.

## Histoire
Le premier nom connu de l'ancienne hacienda est celui de San Nicolás del Paso, au XVIIIe siècle. L'Espagnol Gaspar Remírez de Laredo y Encalada (es), magistrat et noble créole ayant occupé de hautes fonctions politiques dans la vice-royauté du Pérou, dont la famille donnera naissance aux comtes de San Javier y Casa Laredo (es), acquiert l'hacienda, lui donne son nom actuel et la transforme en sucrerie, l'équipant d'installations industrielles dédiées au broyage et à la transformation de la canne à sucre pour produire du sucre.